# Јазовик
Јазовик је насељено место града Ваљева у Колубарском округу. Према попису из 2022. било је 213 становника.

## Демографија
У насељу Јазовик живи 119 пунолетних становника, а просечна старост становништва износи 41,7 година (39,3 код мушкараца и 44,5 код жена). У насељу има 43 домаћинства, а просечан број чланова по домаћинству је 3,35.
Ово насеље је великим делом насељено Србима (према попису из 2002. године), а у последња три пописа, примећен је пад у броју становника.
|  |

| Демографија | Демографија | Демографија |
| Година      | Становника  | Становника  |
| ----------- | ----------- | ----------- |
| 1948.       | 190         |             |
| 1953.       | 219         |             |
| 1961.       | 229         |             |
| 1971.       | 242         |             |
| 1981.       | 275         |             |
| 1991.       | 243         | 243         |
| 2002.       | 144         | 144         |

| Етнички састав према попису из 2002.‍ | Етнички састав према попису из 2002.‍ | Етнички састав према попису из 2002.‍ | Етнички састав према попису из 2002.‍ | Етнички састав према попису из 2002.‍ |
| ------------------------------------ | ------------------------------------ | ------------------------------------ | ------------------------------------ | ------------------------------------ |
|                                      |                                      |                                      |                                      |                                      |
| Срби                                 | Срби                                 |                                      | 139                                  | 96,52%                               |
| Црногорци                            | Црногорци                            |                                      | 2                                    | 1,38%                                |
| Македонци                            | Македонци                            |                                      | 1                                    | 0,69%                                |
| Албанци                              | Албанци                              |                                      | 1                                    | 0,69%                                |
| непознато                            | непознато                            |                                      | 1                                    | 0,69%                                |

| Година пописа     | 1948. | 1953. | 1961. | 1971. | 1981. | 1991. | 2002. |
| ----------------- | ----- | ----- | ----- | ----- | ----- | ----- | ----- |
| Број домаћинстава | 33    | 44    | 49    | 53    | 72    | 67    | 43    |

| Број чланова      | 1 | 2 | 3  | 4 | 5 | 6 | 7 | 8 | 9 | 10 и више | Просек |
| ----------------- | - | - | -- | - | - | - | - | - | - | --------- | ------ |
| Број домаћинстава | 5 | 9 | 12 | 7 | 4 | 5 | 1 | 0 | 0 | 0         | 3,35   |

| Пол    | Укупно | Неожењен/Неудата | Ожењен/Удата | Удовац/Удовица | Разведен/Разведена | Непознато |
| ------ | ------ | ---------------- | ------------ | -------------- | ------------------ | --------- |
| Мушки  | 64     | 18               | 42           | 2              | 1                  | 1         |
| Женски | 58     | 5                | 40           | 13             | 0                  | 0         |
| УКУПНО | 122    | 23               | 82           | 15             | 1                  | 1         |

| Пол    | Укупно                    | Пољопривреда, лов и шумарство | Рибарство                            | Вађење руде и камена | Прерађивачка индустрија       |
| ------ | ------------------------- | ----------------------------- | ------------------------------------ | -------------------- | ----------------------------- |
| Мушки  | 42                        | 18                            | 0                                    | 0                    | 8                             |
| Женски | 19                        | 13                            | 0                                    | 1                    | 2                             |
| УКУПНО | 61                        | 31                            | 0                                    | 1                    | 10                            |
| Пол    | Производња и снабдевање   | Грађевинарство                | Трговина                             | Хотели и ресторани   | Саобраћај, складиштење и везе |
| Мушки  | 0                         | 5                             | 4                                    | 1                    | 0                             |
| Женски | 0                         | 0                             | 1                                    | 2                    | 0                             |
| УКУПНО | 0                         | 5                             | 5                                    | 3                    | 0                             |
| Пол    | Финансијско посредовање   | Некретнине                    | Државна управа и одбрана             | Образовање           | Здравствени и социјални рад   |
| Мушки  | 0                         | 1                             | 0                                    | 1                    | 0                             |
| Женски | 0                         | 0                             | 0                                    | 0                    | 0                             |
| УКУПНО | 0                         | 1                             | 0                                    | 1                    | 0                             |
| Пол    | Остале услужне активности | Приватна домаћинства          | Екстериторијалне организације и тела | Непознато            | Непознато                     |
| Мушки  | 0                         | 0                             | 0                                    | 4                    | 4                             |
| Женски | 0                         | 0                             | 0                                    | 0                    | 0                             |
| УКУПНО | 0                         | 0                             | 0                                    | 4                    | 4                             |

## Галерија
- село Јазовик - панорама села
- село Јазовик - панорама села
- село Јазовик - панорама села
- село Јазовик - панорама села